# Taczanowskia sextuberculata
Taczanowskia sextuberculata Keyserling, 1892 è un ragno appartenente alla famiglia Araneidae.

## Caratteristiche
L'olotipo originale ha dimensioni: cefalotorace lungo 1,9 mm, nella parte centrale largo 2 mm; opistosoma lungo 3,3 mm, largo 4,5 mm.

## Distribuzione
La specie è stata reperita in Colombia e Brasile: l'olotipo è stato rinvenuto nei pressi di Taquara, cittadina brasiliana dello Stato di Rio Grande do Sul, dal dr. Ihering

## Tassonomia
Al 2012 non sono note sottospecie e dal 1996 non sono stati esaminati nuovi esemplari.